# Вібростійкість

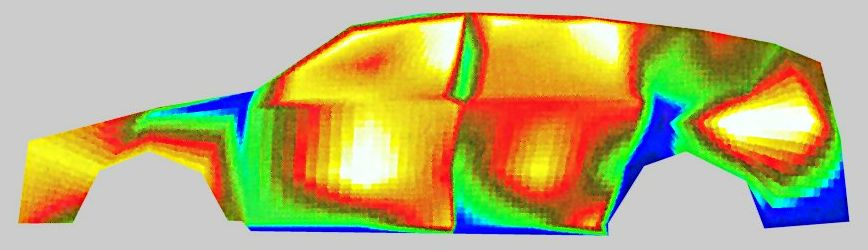
Розподіл амплітуд вібрацій кузова автомобіля при русі дорогою з нерівностями

Вібрості́йкість або вібраці́йна сті́йкість — здатність виробу виконувати свої функції і зберігати свої параметри в межах значень, що висуваються до цього виробу, в умовах впливу вібрації в заданих режимах.

## Загальна інформація
Вібрація, або так звані «малі» коливання, має такі характерні ознаки:
- відносно малу амплітуду механічних коливань стосовно розмірів тіла чи його окремих точок;
- високу частоту, тобто число циклів зворотно‐поступальних переміщень, які робить тіло чи його окремі точки за одиницю часу.

Особлива небезпека дії вібраційних навантажень пов'язана з їх здатністю спричиняти втомне руйнування та резонансні явища з наступним руйнуванням. Крім руйнівної дії вібрації можуть підсилювати інтенсивність зношування пар тертя, знижувати точність і якість обробки деталей на верстатах, викликати струси і пов'язані з ними незручності керування та зниження його якості, викликати так звану вібраційну хворобу, характерну для багатьох галузей. Особливим видом коливань є шум, який також негативно діє на людину. Рівень шуму при роботі часто є критерієм якості машини.

## Види вібрацій
Вібрації можуть виникати у вигляді:
- вимушених коливань, що спричиняються дією переважно періодичних сил;
- автоколивань, що виникають в результаті самозбудження або збудження ззовні за рахунок поштовхів чи іншого навантаження неперіодичного характеру;
- випадкових коливань, збуджених випадковим зовнішнім навантаженням (поривами вітру, нерівностями дороги тощо).

## Підвищення вібростійкості та віброзахист

Поведінка двох фізичних моделей будинків в умовах імітації коливань від землетрусу

У багатьох випадках передбачити шкідливі наслідки механічних коливань допомагають теоретичні розрахунки на основі схематизації й розгляду розрахункових моделей реальних об'єктів із використанням відповідного математичного апарату та обчислювальної техніки. Для складних об'єктів виконують вібраційні випробування — експериментальне дослідження коливального процесу шляхом вимірювання переміщення, швидкості і прискорення точок об'єкта чи його фізичної моделі. Ці дослідження дозволяють розробити комплекс заходів для усунення шкідливих коливань (віброзахисту).
Підвищення вібростійкості та віброзахист машин може здійснюватися такими методами:
- внесенням змін у конструкцію механізму (машини) з метою зміщення значення власної частоти коливань для виключення резонансу, підвищенням жорсткості вузлів і деталей, а також точності їх виготовлення та складання;
- балансуванням (врівноваженням) елементів, що обертаються (роторів);
- екрануванням пружних хвиль, що поширюються від джерела вібрації, шляхом нанесення покриття із матеріалу з модулем пружності, який відрізняється від модуля пружності матеріалу елемента-джерела вібрації, використанням екранів у вигляді повітряних зазорів чи прокладок з ґуми, поролону та інших синтетичних матеріалів;
- демпфуванням, яке досягається як за рахунок внутрішнього поглинання (розсіювання) енергії в матеріалі та конструкції[1], так і за допомогою приєднання штучних демпферів;
- віброізоляцією, яка ослаблює взаємозв'язок джерела коливань і об'єкта, шляхом встановлення між джерелом збудження та об'єктом віброізоляторів та амортизаторів[1], що складаються із пружних елементів, у деяких випадках поєднуваних із гідро‐ і пневмосистемами.